# Aphyosemion riggenbachi
Aphyosemion riggenbachi е вид лъчеперка от семейство Nothobranchiidae. Видът е незастрашен от изчезване.

## Разпространение
Разпространен е в Камерун.

## Описание
На дължина достигат до 7 cm.